# マルガレータ・フォン・エスターライヒ＝トスカーナ
マルガレータ・フォン・エスターライヒ＝トスカーナ（ドイツ語: Margaretha Erzherzogin von Österreich-Toskana, 1894年5月8日 - 1986年1月21日）は、オーストリア帝室の分枝ハプスブルク＝トスカーナ家出身の大公女（Erzherzogin）。トスカーナ大公レオポルド2世の曾孫。1943年から1945年にかけ、駐中華民国イタリア大使であった夫と共に日本軍の捕虜収容所に拘置されていた。

## 生涯
レオポルト・ザルヴァトール大公と、その妻でスペインのカルリスタ王位請求者であるマドリード公カルロス・マリアの娘ブランカの間の第3子、三女として生まれた。全名はマルガレータ・ライネリア・マリア・アントーニア・ブランカ・レオポルディーナ・ベアトリクス・アンナ・ヨーゼファ・ラファエラ・ミヒャエラ・スタニスラヴァ・イグナティア・アリックス・ツェツィーリア（Margareta Raineria Maria Antonia Blanca Leopoldina Beatrix Anna Josepha Raphaela Michaela Stanislava Ignatia Alix Cäcilia）である。洗礼名は母方の祖母のマドリード公爵夫人マルゲリータにちなんでいる。家族からは「メグ（Meg）」の愛称で呼ばれた。
両親はウィーンにパレ・トスカーナとヴィルヘルミーネンベルク城の2つの城館を所有し、後者の城だけで80人以上の使用人を抱えるなど、裕福な資産家だった。マルガレータは年齢の近い2人の姉ドローレスおよびマリア・インマクラータと一緒に育てられ、3人姉妹は芸術への関心を分かち合った。マルガレータは特に演劇に熱中した。両親は娘たちに多言語習得を中心とした教育を授け、母語のドイツ語のほかにフランス語、スペイン語、ハンガリー語そしてイタリア語を学ばせた。
1918/1919年の二重帝国と君主制の崩壊に伴い、大公一家は皇族の身分と全財産を失った。マルガレータの年長の弟2人を除く大公一家は、オーストリア共和国市民になるのを忌避してスペインのバルセロナに亡命し、同市で経済的に苦しい生活を送った。1936年、スペイン内戦が勃発すると、母や同居する姉弟と一緒にウィーンに戻る。翌1937年11月27日、イタリア人外交官で駐オランダ公使を務めていたフランチェスコ・マリーア・タリアーニ・ディ・マルキオ侯爵と結婚した。婚礼はマルガレータの3番目の弟アントンの所有するゾンベルク城で挙行された。新郎は50歳、新婦は43歳の晩婚だったため、夫婦に子供は無かった。
1938年に夫が駐中華民国大使に任命されたため、マルガレータは夫と一緒に、日本軍に占領された中華民国の首都南京に滞在した。1943年9月、イタリアの無条件降伏に伴って日本とイタリア王国が敵対関係に入ったため、敵性外国人となったタリアーニ侯爵夫妻は1945年の夏まで日本軍の捕虜収容所に収容されていた。夫妻は1946年初にイタリアに帰国した。1951年から1952年まで、夫が駐スペイン大使を務めたためマドリードに滞在した。その後、タリアーニ夫妻はローマで隠居生活に入った。
1968年に夫に先立たれた後、マルガレータは母が所有していたヴィアレッジョのヴィラ、ラ・テヌータ・レアーレ（la Tenuata Reale）に住む2人の姉、ドローレスとマリア・インマクラータの許で過ごすことが多くなった。姉たちが亡くなり、自身が1986年に91歳で死去した際、マルガレータは遺言により、ラ・テヌアータ・レアーレの屋敷と地所を公共の文化施設としてヴィアレッジョ市に寄贈した。

## 引用
1. ↑  Harding, Lost Waltz, p. 20
2. 1 2  Hamann, The Habsburgs, p. 447
3. ↑  Harding, Lost Waltz, p. 294
4. ↑  Harding, Lost Waltz, p. 28
5. ↑  Harding, Lost Waltz, p. 115
6. ↑  McIntosh, The Unknown Habsburgs, p. 48
7. ↑  McIntosh, The Unknown Habsburgs, p. 53